# Final Fantasy Type-0 HD
Final Fantasy Type-0 HD (ファイナルファンタジー零式 HD, Fainaru Fantajī Reishiki HD) é um jogo eletrônico de RPG de ação desenvolvido pela Square Enix junto com a HexaDrive e publicado pela Square Enix . Ele foi lançado mundialmente em março de 2015 para o PlayStation 4 e Xbox One, enquanto uma versão para o Windows foi lançada em agosto do mesmo ano. Type-0 HD é uma remasterização em alta definição de Final Fantasy Type-0, um exclusivo de PlayStation Portable lançado em 2011 apenas no Japão. Ele faz parte da Fabula Nova Crystallis, uma subsérie dentro da franquia Final Fantasy com jogos que compartilham uma mesma mitologia. A história se foca na Classe Zero, um grupo de catorze estudantes do Domínio de Rubrum que precisam lutar contra o vizinho Império Milites quando este procura conquistar o mundo. O grupo se envolve tanto nos esforços para repelir e derrotar as forças invasoras, quanto no segredo por trás da guerra e a existência dos cristais de poder.
Type-0 HD começou seu desenvolvimento no meio de 2012 como parte de uma manobra da Square Enix para promover a venda de consoles da oitava geração antes do lançamento de Final Fantasy XV, além de dar a oportunidade para que várias mudanças fossem realizadas com o objetivo de refinar a experiência dos jogadores. Type-0 HD é amplamente idêntico à versão original de PlayStation Portable com a exceção dos gráficos melhorados e a expansão da paleta de cores, apesar da funcionalidade multijogador ter sido excluída e níveis extras de dificuldade terem sido implementados. Type-0 HD alcançou altas posições nas tabelas de vendas nos mercados internacionais, vendendo mais de um milhão de cópias até outubro de 2015. Ele foi elogiado por sua história e sistema de batalha, porém criticado sobre a localização e os gráficos para a alta definição.

## Jogabilidade

Imagem do combate de Type-0 HD, mostrando os personagens Nine, Ace e Queen enfrentando um inimigo mecha.

Final Fantasy Type-0 HD é um RPG eletrônico de ação que utiliza um sistema de combate em tempo real. O jogador controla os membros da Classe Zero, uma força de elite composta por catorze estudantes da Akademeia, uma academia de magia no Domínio de Rubrum. A Classe Zero navega pelo mundo de Orience através de um mapa em escala quando não estão em missões ou dentro da Akademeia (sua base de operações). O mundo pode ser explorado a pé, por chocobos (aves galiformes recorrentes da série Final Fantasy) ou por aeronaves. Type-0 HD é dividido em missões com um determinado tempo livre entre elas. Os jogadores podem explorar a Akademeia, criar chocobos para uso pessoal, completar missões paralelas e libertar cidades ocupadas pelo Império Milites enquanto não estão cumprindo missões principais.
Três membros da Classe Zero podem ser selecionados para missões enquanto o resto são mantidos na reserva caso algum dos personagens seja incapacitado. O personagem no comando do jogador pode ser trocado em qualquer momento, com os outros dois sendo controlados pela inteligência artificial. Os jogadores também participam em batalhas de estratégia em tempo real pelo mapa do mundo durante certas missões. Os jogadores ganham pontos de experiência durante combates e aumentam seu nível de experiência a medida que derrotam inimigos, além de obterem uma substância chamada Phantoma que pode ser usada para melhorar suas habilidades mágicas. Cada personagem tem acesso a monstros convocáveis chamados de Eidolons, que podem ser utilizados por um tempo limitado ao custo da perda total de vida do personagem controlado pelo jogador no momento.
Apesar de a jogabilidade principal ter permanecido praticamente inalterada em relação ao jogo original, vários ajustes foram realizados em sistemas já existentes. Type-0 HD possui quatro níveis de dificuldade ao contrário dos três originais, incluindo uma opção "fácil". Os elementos multijogador do jogo original foram completamente removidos, com tipos de mágica e acessórios anteriormente disponíveis apenas no multijogador sendo incorporados na campanha um jogador. Um elemento único de Type-0 HD é o sistema de apoio de pessoal: quando ativado, esse sistema substitui um membro normal da equipe por um personagem de nível mais alto controlado pela inteligência artificial, com os pontos ganhos na batalha podendo ser utilizados na compra de itens especiais. Figurinos extras incluídos através dos demos e conteúdo para download no original foram colocados em Type-0 HD como desbloqueáveis, junto também com figurinos únicos da própria remasterização.

## Desenvolvimento
A equipe de desenvolvimento de Final Fantasy Type-0 explorou durante sua produção a possibilidade de uma conversão em alta definição do jogo. A ideia nunca saiu da experimentação já que toda a equipe estava focada em deixar o título uma experiência portátil. A equipe também experimentou com uma sequência para os consoles da oitava geração, porém o desenvolvimento foi interrompido quando seus membros foram transferidos para trabalharem em Final Fantasy XV. O diretor original Hajime Tabata acabou decidindo desenvolver Type-0 HD para a oitava geração após um tempo trabalhando em XV. O desenvolvimento do jogo começou no meio de 2012, por volta da mesma época que XV foi transferido para o PlayStation 4 e Xbox One. Tabata entrou em julho do mesmo ano como diretor e produtor, porém seu envolvimento foi pequeno devido suas funções de diretor também no outro jogo. O desenvolvimento principal foi realizado pela HexaDrive, que anteriormente já havia colaborado de forma bem sucedida com a Square Enix em The 3rd Birthday, além de já ter desenvolvido remasterizações em alta definição de Ōkami e The Legend of Zelda: The Wind Waker. A remasterização tinha a intenção de incentivar jogadores de Final Fantasy no Japão e no ocidente a comprar consoles da oitava geração. O plano original era que a conversão fosse tanto para os novos consoles quanto para aqueles da sétima geração: PlayStation 3 e Xbox 360. A equipe acabou se focando apenas nas versões da oitava geração já que Tabata não tinha experiência nos consoles da sétima e porque o PlayStation 4 tinha se mostrado bem popular durante a Tokyo Game Show de 2013. De acordo com o diretor de arte Yusuke Naora, foi difícil para a equipe a transferência do PlayStation Portable para a oitava geração de consoles. Nenhuma versão foi desenvolvida para PlayStation Vita, apesar de afirmações iniciais. De acordo com Tabata, isso se deu por dificuldades entre os ambientes de desenvolvimento para o Vita e os consoles, com ele também desejando que o título fosse uma experiência apenas aos consoles de mesa.
A HexaDrive cuidou das telas bidimensionais, funcionalidades do mapa de jogo e sincronização labial, enquanto a Square Enix ficou com os gráficos tridimensionais, como modelos de personagens e cenários. Efeitos de luzes e ativos dentro do jogo foram melhorados e atualizados para os novos consoles através da tecnologia DirectX 11, também utilizada em XV. Junto com isso, uma boa parte da atualização dos gráficos foi feita pelo motor de jogo HexaDrive Engine 2.0, um motor próprio da HexaDrive. Ele acabou tendo um papel bem maior que o antecipado, que originalmente seria algo secundário quando comparado aos elementos DirectX 11. A resolução foi aumentada da original 480x272 pixels para a requerida 1920x1080. A equipe mesmo assim teve o cuidado para que os efeitos de luzes e sombras permanecessem fiéis ao visual original, já que melhorar demais os visuais fundamentalmente alteraria a experiência. Houve certa pressão sobre a equipe da HexaDrive por causa de cronogramas e eles passaram por dificuldades com o hardware, já que era a primeira vez que estavam desenvolvendo para a oitava geração. Melhorar apenas os efeitos de luz demorou um ano inteiro para finalizar. A equipe foi forçada a se focar nas melhorias das aparências dos personagens principais novamente por questões de cronograma, consequentemente trabalhando menos em personagens não jogáveis como Kurasame. A equipe adaptou os modelos dos personagens principais usados nas cutscenes originais para os modelos de jogabilidade na remasterização, já que, por causa da contagem de polígonos, eles eram bem mais detalhados que os modelos de jogabilidade originais. Tabata queria que eles permanecessem o mais fiéis possíveis às aparências originais, porém eles precisaram de ajustes extras a fim de melhor refletir os originais, pois os modelos de cutscenes pareciam mais velhos que os de jogabilidade. A equipe também alterou os modelos levemente com o objetivo de deixá-los mais "charmosos". A optimização visual ainda estava ocorrendo quando o jogo foi anunciado, com a equipe precisando criar imagens especiais dos personagens de Type-0 enquanto ainda estavam trabalhando no ambiente de XV. Essas imagens no final serviram de guia para a equipe sobre como o produto final deveria ser, reduzindo a quantidade de tentativa e erro.
Nenhum conteúdo novo de jogabilidade foi adicionado para Type-0 HD. Ao invés disso a equipe se focou em melhorar os gráficos, ajustar a jogabilidade existente para consoles de mesa e incluir um nível de dificuldade menor. A última ocorreu por causa de reclamações dos jogadores que o jogo original era muito difícil. Apesar deles terem considerado a transferência das funções originais multijogador, isso teria aumentado em um ano o tempo estimado de desenvolvimento. Assim o modo multijogador e os elementos associados foram removidos ou incorporados na campanha um jogador já que a prioridade de Tabata era levar o jogo para fãs no mundo inteiro. Pelo mesmo motivo o diretor também foi contra a criação de um demo ou uma versão internacional. A equipe fortaleceu e melhorou a antiga função de Assistência Acadêmica como uma substituta para o multijogador. Como no jogo original, a equipe usou para os jogadores não jogáveis os nomes de desenvolvedores da equipe de produção e funcionários de outros departamentos da Square Enix. Apesar da história principal não ter sido alterada, uma cena secreta sobre o futuro dos jogos Type foi comissionada. Ela foi baseada nas ideias iniciais de Tabata para Type-0 e foi criada pela Visual Works, uma subsidiária da Square Enix especializada em computação gráfica. Uma pequeno pedaço da cena foi mostrado durante um evento da Square Enix em comemoração do aniversário de 25 anos da série Final Fantasy. Hiroki Chiba, uma dos roteiristas de Type-0, retornou para escrever a peça. A cena mostra um guerreiro samurai fatalmente ferido e que se parece com o personagem Ace sendo salvo da morte por um espírito de fogo.
Naora expandiu a paleta de cores seguindo uma sugestão de Tabata com o objetivo de aumentar o realismo do jogo e deixá-lo mais próximo da arte de XV. A ideia inicial era alterar a matiz vermelha original para uma mais dourada a fim de combinar com o novo logotipo, porém isso fez com que os gráficos ficassem escuros demais na tela maior mesmo com ajustes, então tons de azul foram adicionados para iluminar os cenários. Sons graves também foram colocados nos efeitos sonoros já que os alto-falantes do PlayStation Portable tinham antes limitado a amplitude e força dos sons originais. A câmera precisou ser desenvolvida do zero, já que os ângulos originais pareciam fora de lugar quando colocados em uma tela maior. A equipe realizou modificações na câmera pouco antes do lançamento após receber comentários negativos durante demonstrações, abordando colisões com o cenário e a visibilidade do jogador e personagens inimigos durante os combates. A velocidade e os movimentos dos personagens puderam ser aumentados e melhorados por causa dessas alterações. O jogo já estava em seus estágios finais de desenvolvimento por volta de dezembro de 2014 e passando pela depuração.

## Música
A trilha sonora original de Type-0 foi composta por Takeharu Ishimoto, que antes já havia trabalhado com a Square Enix em Before Crisis: Final Fantasy VII, Crisis Core: Final Fantasy VII e The World Ends with You. Ishimoto rearranjou, remixou e regravou a música para Type-0 HD. Isso se deu porque a trilha original fora composta dentro dos limites de hardware do PlayStation Portable, fazendo com que fosse inutilizável para a remasterização. O compositor fez o grosso do trabalho sozinho por ter um orçamento limitado. Uma das mudanças realizadas foi deixar mais proeminente o som do coral. Além disso, Ishimoto compôs um novo tema de batalha e gravou uma versão em inglês da canção "Colorful - Falling in Love", que toca durante o final alternativo. A letra foi traduzida por Sawa Kouchi, um cantor que havia trabalhado em The World Ends with You. A versão em inglês foi feita para as versões ocidentais do jogo, porém acabou incluída no lançamento comercial da trilha remasterizada. "Zero", a canção tema original de Type-0 composta e interpretada pela banda japonesa Bump of chicken, foi utilizada novamente em Type-0 HD. A equipe, com a permissão da banda, decidiu usá-la e adicionar legendas mesmo tendo considerado uma versão traduzida para a localização.
Para os créditos e final adicional de Type-0 HD, uma nova canção chamada "Utakata" foi comissionada por Tabata. Ishimoto criou cinco canções diferentes, com "Utakata" sendo a escolha final do diretor. O compositor a escreveu com letras em japonês arcaico já que Tabata queria que ela tivesse um estilo japonês, apesar de originalmente desejar escrevê-la em inglês. Ela foi criada e gravada por uma equipe formada por quatro pessoas: Ishimoto compôs a música, enquanto o cantor Chris Ito cantou a letra. Os outros dois músicos, T$UYO$HI e ZAX, ex-membros da banda de rock alternativo Pay money To my Pain, tocaram respectivamente o baixo elétrico e a bateria. "Utakata" foi ouvida pela primeira vez no último trailer japonês de Type-0 HD.
Um lançamento comercial no formato blu-ray da trilha de Type-0 HD estreou em 25 de março de 2015 no Japão. Ele incluía toda a trilha sonora, as novas faixas compostas, faixas de Final Fantasy Agito e dez faixas bônus selecionadas por Ishimoto de seus trabalhos anteriores. O álbum em blu-ray alcançou a 189ª posição nas tabelas de mais vendidos da Oricon, permanecendo por uma semana. O álbum e a música em geral foram elogiadas por críticos de música e do jogo.
| Faixas         |                                                 |                                                                                   |         |  |
| N.º            | Título                                          | Título japonês (romanização)                                                      | Duração |  |
| 1.             | "Tempus Bellum"                                 | 開闢の刻 (Kaibyaku no Koku)                                                       | 1:52    |  |
| 2.             | "The Beginning of the End"                      | 我ら来たれり (Warera Kitareri)                                                    | 4:31    |  |
| 3.             | "Guided Conclusion"                             | 導かれる結論 (Michibikareru Ketsuron)                                             | 1:06    |  |
| 4.             | "Three Hours That Changed the World"            | 運命の三時間 (Unmei no Sanjikan)                                                  | 4:04    |  |
| 5.             | "Wings of Fire"                                 | 炎の翼 (Honō no Tsubasa)                                                          | 3:17    |  |
| 6.             | "Horror of the Abyss"                           | 深淵の恐怖 (Shin'en no Kyōfu)                                                     | 2:55    |  |
| 7.             | "Divine Fire"                                   | 浄火 (Jōka)                                                                       | 2:08    |  |
| 8.             | "Arms of Steel"                                 | 鋼の腕 (Hagane no Ude)                                                            | 3:57    |  |
| 9.             | "War: Warrior Worth a Thousand"                 | 戦－一騎当千 (Ikusa - Ikkitousen)                                                 | 2:39    |  |
| 10.            | "Servant of the Crystal"                        | クリスタルの使徒 (Kurisutaru no Shito)                                            | 2:31    |  |
| 11.            | "Choosing How to Die"                           | 死に方の選び方 (Shinikata no Erabikata)                                           | 3:39    |  |
| 12.            | "Arecia Al-Rashia"                              | アレシア・アルラシア (Areshia Arurashia)                                          | 3:27    |  |
| 13.            | "Crystal Guide Us"                              | クリスタルの加護 (Kurisutaru no Kago)                                             | 3:04    |  |
| 14.            | "Time of Tranquility"                           | 静謐な時間 (Seihitsu na Jikan)                                                    | 3:06    |  |
| 15.            | "Moglin"                                        | もぐりん (Mogurin)                                                                | 2:04    |  |
| 16.            | "Erased Memories"                               | 消えた記憶 (Kieta Kioku)                                                          | 2:41    |  |
| 17.            | "A Day Like Any Other"                          | とある日の日常 (Toaru Hi no Nichijō)                                              | 2:48    |  |
| 18.            | "Machina Kunagiri"                              | マキナ・クナギリ (Makina Kunagiri)                                                | 2:48    |  |
| 19.            | "War: Unseen Peace"                             | 戦－目に見えぬ平和 (Ikusa - Me ni Mienu Heiwa)                                    | 4:17    |  |
| 20.            | "Show of Power"                                 | 示される力 (Shimesareru Chikara)                                                  | 3:11    |  |
| 21.            | "Untainted Eyes"                                | 穢れなき瞳 (Kegarenaki Hitomi)                                                    | 3:35    |  |
| 22.            | "Rem Tokimiya"                                  | レム・トキミヤ (Remu Tokimiya)                                                    | 3:26    |  |
| 23.            | "The Forlorn Heart"                             | 寂しき心 (Sabishiki Kokoro)                                                       | 2:31    |  |
| 24.            | "That Which Quivers"                            | 蠢くもの (Ugomeku Mono)                                                           | 3:30    |  |
| 25.            | "Raise the Vermillion Banner"                   | 朱雀の旗が立つとき (Suzaku no Hata ga Tatsu Toki)                                 | 4:10    |  |
| 26.            | "The Heart Boils"                               | 滾る心 (Tagiru Kokoro)                                                            | 2:46    |  |
| 27.            | "The Earth Under Our Feet"                      | 踏みしめる大地 (Fumishimeru Daichi)                                               | 2:00    |  |
| 28.            | "Chocobo!"                                      | チョコボ! (Chocobo!)                                                              | 1:22    |  |
| 29.            | "War: Recapture"                                | 戦－奪還作戦 (Ikusa - Dakkan Sakusen)                                             | 3:57    |  |
| 30.            | "War: That Which Stands in the Way"             | 戦－立ち塞がるもの (Ikusa - Tachifusagaru Mono)                                   | 2:49    |  |
| 31.            | "White Thunder"                                 | 白き雷 (Shiroki Kaminari)                                                         | 4:34    |  |
| 32.            | "War: The White Weapon"                         | 戦－白の兵器 (Ikusa - Shiro no Heiki)                                             | 3:16    |  |
| 33.            | "Kind Tears"                                    | 優しき涙 (Yasashiki Namida)                                                       | 3:43    |  |
| 34.            | "War: Life of Darkness"                         | 戦－暗き生 (Ikusa - Kuraki Sei)                                                   | 3:58    |  |
| 35.            | "War: That Which Lurks"                         | 戦－潜むもの (Ikusa - Hisomu Mono)                                                | 4:08    |  |
| 36.            | "War: Breaking Through"                         | 戦－突破 (Ikusa - Toppa)                                                          | 4:36    |  |
| 37.            | "War: Howl of the Dreadnought"                  | 戦－弩級の響き (Dokyū no Hibiki)                                                  | 2:55    |  |
| 38.            | "The Vanishing Soul"                            | 消えゆく心 (Kieyuku Kokoro)                                                       | 3:54    |  |
| 39.            | "The Azure Spirit"                              | 蒼き魂 (Aoki Tamashī)                                                             | 3:11    |  |
| 40.            | "Swaying Thoughts"                              | 揺蕩う想い (Tayutau Omoi)                                                         | 4:09    |  |
| 41.            | "War: Pursuit"                                  | 戦－追撃 (Ikusa - Tsuigeki)                                                       | 3:54    |  |
| 42.            | "Human Strengths and Weaknesses"                | 人の弱さと強さ (Hito no Yowasa to Tsuyosa)                                        | 3:38    |  |
| 43.            | "Your History and Fate"                         | 自らの歴史と運命 (Mizukara no Rekishi to Unmei)                                   | 2:44    |  |
| 44.            | "Soar"                                          | 空翔る (Sora Kakeru)                                                              | 2:48    |  |
| 45.            | "War: The Quiet Bloodbath"                      | 戦－静かな激闘 (Ikusa - Shizuka na Gekitō)                                        | 2:17    |  |
| 46.            | "War: Depths of Naraku"                         | 戦－ナラクの底 (Ikusa - Naraku no Soko)                                           | 3:16    |  |
| 47.            | "Machina Kunagiri (Arrangement)"                | マキナ・クナギリ／Arrange Version (Makina Kunagiri/Arrange Version)               | 2:32    |  |
| 48.            | "Rem Tokimiya (Arrangement)"                    | レム・トキミヤ／Arrange Version (Remu Tokimiya/Arrange Version)                   | 2:44    |  |
| 49.            | "War: The Quiet Bloodbath (Long)"               | 戦－静かな激闘／Long Version (Ikusa - Shizuka na Gekitō/Long Version)             | 3:56    |  |
| 50.            | "Tempus Finis"                                  | フィニスの刻 (Finis no Koku)                                                      | 1:31    |  |
| 51.            | "Machina and Rem"                               | マキナとレム (Makina to Rem)                                                      | 5:08    |  |
| 52.            | "Tempus Ratio"                                  | 裁きの刻 (Sabaki no Koku)                                                         | 4:22    |  |
| 53.            | "Vermilion Fire"                                | 朱雀の炎 (Suzaku no Honō)                                                         | 3:05    |  |
| 54.            | "Type Zero"                                     | 零式 (Reishiki)                                                                   | 7:55    |  |
| 55.            | "Colorful - Falling in Love"                    | カラフルフォーリンラブ (Colorful Fall in Love)                                    | 4:30    |  |
| 56.            | "Colorful - Falling in Love (Karaoke)"          | カラフルフォーリンラブ／カラオケ (Colorful Fall in Love/Karaoke)                  | 4:30    |  |
| 57.            | "UTAKATA"                                       | UTAKATA ～泡沫～ (Utakata ～Trancience～)                                         | 6:22    |  |
| 58.            | "UTAKATA (Instrumental)"                        | UTAKATA ～泡沫～ (Instrumental) (Utakata ～Trancience～ (Instrumental))           | 6:22    |  |
| 59.            | "FINAL FANTASY AGITO: The Beginning of the End" | ファイナルファンタジーアギト 我ら来たれり (Fainaru Fantajī Agito Warera Kitareri) | 2:46    |  |
| 60.            | "FINAL FANTASY AGITO"                           | ファイナルファンタジーアギト (Fainaru Fantajī Agito)                              | 2:17    |  |
| 61.            | "Forbidden Fruit"                               |                                                                                   | 4:45    |  |
| 62.            | "My Diamond"                                    | マイ ダイアモンド (Mai Diamondo)                                                  | 5:09    |  |
| 63.            | "My Diamond (English)"                          |                                                                                   | 5:08    |  |
| Duração total: | Duração total:                                  | Duração total:                                                                    | 232:05  |  |

## Lançamento
Type-0 HD foi lançado respectivamente nos dias 17, 19 e 20 de março de 2015 na América do Norte, Japão e Europa. Ele veio com áudios tanto em inglês quanto em japonês. Incluso com o jogo estava um demo de Final Fantasy XV, chamado Final Fantasy XV: Episode Duscae. O demo estava disponível apenas em quantidades limitadas: ele era exclusivo das edições físicas da primeira remessa, vindo também com a edição digital dois meses após o lançamento. A edição de colecionador estava disponível apenas através da loja online da Square Enix e vinha com um CD especial com faixas de Type-0 e Agito, um calendário ilustrado com artes oficiais, um cartão de identificação da Vermillion Peristylium, um baralho com cinco cartas modeladas a partir daquelas usadas pelo personagem Ace e um cachecol de cadete. Edições limitadas foram produzidas para a América do Norte e Europa, vendidas apenas em algumas lojas selecionadas. Um bundle do jogo com o PlayStation 4 também foi produzido para o Japão, possuindo uma cópia do jogo, o código de download para o demo de XV e um console temático de Type-0 HD. Uma conversão para Microsoft Windows foi desenvolvida para a Steam. Essa conversão foi criada em resposta aos pedidos dos fãs por uma versão de PC. Diferentemente das versões de console, a versão para PC permitia ajustes nos gráficos e continha ajustes para o controle de câmera e motion blur após problemas levantados por jogadores e críticos depois do lançamento. A conversão foi lançada em 18 de agosto. Como parte da divulgação, bônus de pré-venda especiais temáticos de Final Fantasy foram criados para Dota 2.
Type-0 HD foi o primeiro Final Fantasy a ser classificado como M para maiores de dezessete anos pela Entertainment Software Rating Board em seu lançamento na América do Norte. Uma edição de colecionador similar a japonesa foi criada para seu lançamento no ocidente, contendo as cartas de Ace e a seleção da trilha sonora. Além disso, ela vinha com a tradução em inglês do mangá prequela do jogo, uma caixa de metal com a arte de Yoshitaka Amano guardando o disco e a seleção da trilha sonora, e um livro com artes e um prefácio escrito por Tabata. Os vencedores de um sorteio separado ganharam consoles PlayStation 4 e Xbox One temáticos, além de pôsteres promocionais, uma mini-figura de Ace e um broche do Pássaro Vermelho. Os segundos colocados receberam peças individuais dos sorteios, menos os consoles. Um trailer do jogo foi mostrado nos cinemas antes do lançamento de filmes como The Hunger Games: Mockingjay - Part 1 a fim de promover o lançamento de Type-0 HD. Uma versão reduzida do mesmo trailer foi lançado na internet. A Square Enix também ofereceu o aluguel gratuito do filme Battle Royale para o Xbox One uma semana depois do lançamento. Um conteúdo para download com o objetivo de corrigir questões similares às que foram corrigidas na conversão para PC foi lançado depois da estreia do jogo. A versão para Microsoft Windows sofreu de problemas de gráficos e travamentos logo que foi lançada.

### Localização
Tabata falou no guia Ultimania para Type-0 que uma versão internacional estava em desenvolvimento. Ele mais tarde comentou que as principais razões para a versão original nunca ter ido para o ocidente foram a diminuição do mercado do PlayStation Portable e a incerteza sobre o PlayStation Vita, deixando a conversão impraticável. O nome Type-0 e o logotipo foram registrados pela Square Enix na Europa em 29 de setembro de 2010. Tabata afirmou em novembro de 2012 que a empresa estava "tomando ficha limpa sobre [seus] planos", e que um lançamento no ocidente seria considerado se houvesse demanda. Um suposto dublador disse no mesmo mês que as gravações da versão em inglês haviam sido completadas no final de 2011. Orion Acaba, o dublador em inglês de Nine, revelou em 2014 que as gravações do que eventualmente foi usado em Type-0 HD foram completadas em 2012. De acordo com a dubladora Cristina Vee, que dublou Cinque, o jogo recebeu o codinome Yellow P durante o processo de gravação.
Tabata comentou em uma entrevista em setembro de 2013 que estava esperançoso sobre um lançamento ocidental tanto de Type-0 quanto de Agito: ele disse que o planejado lançamento ocidental de Agito e a reação da comunidade de fãs para os dois jogos haviam se tornado um fator decisivo, e que apesar do projeto ainda não ter sido confirmado, ele estava nos estágios finais de preparação. O diretor também clarificou que o jogo não iria para os celulares ou receberia uma remasterização para PlayStation 3. A localização foi oficialmente decidida no início de 2014, quando uma pesquisa da Square Enix Europa levantou que um grande número de fãs queriam que o jogo fosse lançado no ocidente. A localização foi oficialmente anunciada junto com o anúncio oficial de Type-0 HD durante a Electronic Entertainment Expo de 2014. Uma versão oficial em inglês para o PlayStation Vita foi momentaneamente anunciada no PlayStation.Blog, porém uma hora depois foi clarificada como um erro.

## Recepção

### Crítica
Type-0 HD foi bem recebido de maneira geral pela crítica. Meghan Sullivan da IGN achou que a representação do envolvimento dos cadetes na guerra foi "incrivelmente tocante" e que o foco da história no conflito foi intrigante, porém sentiu que o final ficou complicado pela necessidade de entender a história e mitologia de Orience. Becky Cunningham da GamesRadar ficou fascinada pelo mundo de jogo e as questões que ele levantou sobre moralidade e memória, dizendo que a história era digna de ser conhecida. Alexa Ray Corriea, escrevendo para a GameSpot, gostou de forma geral da história apesar de salientar que o enredo geral foi ficando cada vez mais complicado, porém afirmou que o final apresentou elementos novos demais. Michael Damiani da GameTrailers disse que a história geral era agradável, porém buracos na própria história e no desenvolvimento de personagens, além da necessidade de se jogar de novo para conseguir todo o enredo, "[te deixam] cheio de questões e com dúvidas do começo ao fim". Chris Schilling da Eurogamer foi similarmente crítico em relação a necessidade de compreender temas não familiares para novatos da série. Ele não gostou do tamanho das cutscenes e a grande disparidade entre imagens mais austeras e mais leves como a criação de chocobos. Para a Official Xbox Magazine, Tom Sykes afirmou que as semelhanças superficiais da história e do mundo com os últimos livros da série Harry Potter melhoraram o enredo depois do começo confuso. Matt Miller da Game Informer escreveu que a história começou forte, porém ficou cada vez menos agradável ao se focar na narrativa global do jogo, também dizendo que a grande quantidade de personagens teve um impacto negativo em suas caracterizações. Stephen Meyerink do RPGFan achou que a história e os temas eram cativantes apesar do jogo possuir "caras patetas e momentos bobos". Samuel Roberts da revista PC Gamer foi menos positivo, achando que a história e os personagens lembravam animes de baixa qualidade.
Sullivan gostou das batalhas de forma geral, dizendo que havia se sentido "poderosa porque o combate é sempre em um ritmo rápido" e que era o melhor elemento do jogo, porém achou os segmentos de estratégia em tempo real uma sobra desagradável vinda do jogo original. Cunningham achou divertido dominar os estilos de luta de cada membro da Classe Zero, mas achou que alguns elementos da jogabilidade, como parar para usar certos itens, prejudicavam a diversão geral. A Famitsu repetiu muitos dos elogios que havia dado ao original, dizendo que tanto veteranos quanto novatos iriam achar Type-0 HD "igualmente agradável", ficando também satisfeita pela mudança da plataforma portátil para console. Sykes afirmou que o jogo "se destaca no combate, que é rápido, complexo e difícil". Damiani achou que as batalhas eram "uma mudança bem vinda" em relação aos jogos Final Fantasy anteriores, porém não gostou de outros aspectos como a mecânica de travar a mira. Miller gostou de explorar as habilidades de cada personagem, porém achou que a alta velocidade depreciava a experiência e que os elementos de estratégia em tempo real, chefes e outros sistemas foram mal desenvolvidos. Schilling também achou as mecânicas de combate como "afiadas e satisfatórias", elogiando de forma geral as batalhas. Entretanto, ele criticou a longa duração dos tutoriais no começo e ficou desapontado que os segmentos de jogabilidade entre as missões não afetavam nas habilidades de combate dos personagens. Meyerink aprovou o combate de forma geral e as várias atividades paralelas, porém achou que o jogo não realizou uma apresentação adequada dos elementos de jogabilidade. A opinião de Corriea foi que o combate era "maravilhoso", dizendo que ele lidava melhor com as opções de customização do que outros títulos do gênero. Roberts gostou do combate, mas achou a jogabilidade de RPG fora dele bem mais fraca. Os segmentos de jogabilidade opcionais entre os combates, em que ofereciam oportunidades para desenvolvimento de personagens e missões paralelas, foram elogiados de forma geral. O controle de câmera foi um ponto de crítica compartilhado com o jogo original. Ao contrário, a Famitsu elogiou o movimento de câmera.
Corriea teve uma reação mais mista sobre a melhora para a alta definição, dizendo que apesar dos cenários serem "lindos" e que os personagens principais moviam-se fluidamente e com a devida emoção, personagens não jogáveis e outros personagens irrelevantes para a história não receberam o mesmo nível de atenção. Schilling ficou desapontado com o resultado, frequentemente citando cenários e comportamentos de personagens que pareciam fora de lugar em uma tela maior. Miller escreveu que os visuais do jogo estavam "dominados por texturas turvas e carregamentos frequentes", também comentando negativamente a remoção do modo multijogador do original. Damiani elogiou as melhorias dos personagens principais, porém notou várias inconsistências tanto nos ambientes quanto nas cutscenes. A Famitsu achou que os gráficos eram "dramaticamente bonitos", porém também disse que era estranho ver os ambientes originais em uma tela maior. Meyerink achou que as melhorias gráficas estavam abaixo do esperado, apesar de não estarem ruins. Sullivan elogiou os efeitos de luz e sombra, porém compartilhou a crítica de Corriea sobre a baixa qualidade das texturas dos personagens não jogáveis e ambientes, dizendo que havia ficado "tão entediada pela maioria dos ambientes que eu parei de me importar com eles na metade da história". A dublagem em inglês teve uma recepção mista, com muitos criticando as interpretações dos atores. As opiniões também foram mistas sobre a conversão para PC: Meyerink achou que ela foi uma melhoria sobre as conversões de Final Fantasy XIII, Final Fantasy XIII-2 e Lightning Returns: Final Fantasy XIII, ao mesmo tempo reconhecendo problemas com os controles e os gráficos, enquanto Roberts não ficou impressionado com os resultados.

### Vendas
Type-0 HD alcançou o topo das vendas no Japão em sua primeira semana de lançamento, vendendo 93 mil unidades: a versão para PlayStation 4 contribuiu com 92 mil cópias enquanto a de Xbox One vendeu apenas mil. Junto com Resident Evil: Revelations 2, o jogo provocou um aumento nas vendas de PlayStation 4, enquanto o número de vendas dos outros consoles permaneceu o mesmo. Entretanto, no final Type-0 HD acabou não tendo uma performance tão boa no Japão, vendendo 59,59% da sua remessa inicial. Até agosto de 2015 ele tinha vendido 128 mil unidades no Japão, sendo o 26º jogo eletrônico mais vendido nesse período.
A demanda foi bem maior nos territórios ocidentais já que a versão original nunca foi lançada fora do Japão. Type-0 HD alcançou a segunda posição dos mais vendidos no Reino Unido atrás apenas de Battlefield Hardline, enquanto que nos Estados Unidos ele chegou na décima posição. Type-0 HD já havia vendido mais de um milhão de cópias mundialmente até outubro de 2015, dando uma grande contribuição para a renda fiscal da Square Enix e para o catálogo de títulos da oitava geração da empresa.